# Demon Music Group
Die Demon Music Group (DMG) ist ein unabhängiges britisches Label und Unternehmen in der Musikbranche, welches sich auf die Erstellung, Produktion und Vermarktung von Tonträgern sowie die Vermarktung von Musikrechten spezialisiert hat.

## Geschichte
Die Demon Music Group, gegründet im Jahr 1982 in London, geht ursprünglich auf das von Jake Riviera, Elvis Costello und Adrew Lauder im Jahr 1980 gegründete britische Independent-Label Demon Records zurück, welches wiederum 1998 von Crimson Productions übernommen wurde.

## Sublabels
Die Demon Music Group vereint mehrere Labels und wiederum deren Sublabels unter seinem Dach. Diese decken die verschiedenen sich im Angebot befindlichen Musiksparten des Unternehmens in vielfältiger Weise ab.
- 100 Hits veröffentlicht Kompilationen – in der Regel in einem Boxset zu je fünf CDs – die sich zum einen mit diversen Musikgenres beschäftigen, wie beispielsweise mit Pop, Soul, Rock und Reggae, und zum anderen Kompilationen, die sich einem zeitlich begrenzten Abschnitt der Musikgeschichte widmen und diesen näher beleuchten.
- Access All Areas
- Crimson Productions – Labelcode LC 13222 – veröffentlicht wie das Sublabel 100 Hits Kompilationen, die sich ebenfalls diversen Musikgenres und Zeitabschnitten musikalisch widmen, ergänzt durch Reissues einzelner Musiker und Musikgruppen.
- Demon Records – Labelcode LC 0864 – ursprünglich als New Wave Label von Jake Riviera, Elvis Costello und Adrew Lauder im Jahr 1980 gegründet und 1998 von Crimson Productions übernommen, verlegt diverse Musiker und Musikgruppen in Neuauflage oder als Reissue.
- DMG TV
- Edsel Records – Labelcode LC 13223 und LC 13235 – veröffentlicht überwiegend, seit seinem Bestehen, Reissues von diversen Musikern und Musikgruppen unter anderem in den Bereichen Rock, Blues, Country, und Soul.
- Harmless – Labelcode LC 132037 – veröffentlicht Kompilationen in den Musikstilrichtungen Jazz, Funk, und Disco.
- Little Demon – Labelcode LC 14386 – veröffentlicht Tonträger für Kinder, die in der Regel aus TV-Produktionen abgeleitet sind.
- Music Club Deluxe

Weitere mit der Demon Music Group assoziierte Sublabels sind, Decadance Recordings, Demon Digital, Demon Soundtracks, Demon Vision, Demon-Edsel, Demon-Westside, Edsel, Emporio, Ground Floor, Music Club, Music Club Deluxe, Music Collection International, Nascente, Original Selection Records, StarTrax Karaoke, Tabu Records, The Red Box, Unisex und Westside.